# ماساتو کوروگی
ماساتو کوروگی (انگلیسی: Masato Kurogi؛ زادهٔ ۲۴ اکتبر ۱۹۸۹) بازیکن فوتبال اهل ژاپن است.
از باشگاه‌هایی که در آن بازی کرده‌است می‌توان به باشگاه فوتبال سرزو اوساکا اشاره کرد.